# 清平镇 (重庆市)
清平镇，是中华人民共和国重庆市合川区下辖的一个乡镇级行政单位。

## 行政区划
清平镇下辖以下地区：
清平社区、岩门村、新木村、瓦店村、雷家河村、杨柳坝村、黄金村、横担村和福林村。